# Федер, Адольф
Адольф (Айзик) Федер (16 июля 1886, Одесса, Российская империя — 1943 (?), Освенцим, Польша) — французский художник (живописец и график). Один из крупнейших художников русской эмиграции, фовист.
Родился в еврейской семье, в Одессе. Учился в художественной школе и художественном училище в Одессе. С 1905 года участвовал в политике, был членом еврейской социалистической партии Бунд. В 1906 году, из-за политической деятельности, Федер уехал из России. За границей он жил в Берлине и Женеве. В 1908 году переехал в Париж, чтобы учиться в Академии Жюлиана, учился у Матисса. Рисовал пейзажи и натюрморты. Был членом Салона Независимых с 1912 года, участником Осеннего салона. С 1920-х годов получил широкую известность. Выставки в Париже, Нью-Йорке, Москве (1928). В 1926 году Федер совершил поездку в Палестину.
В годы Второй мировой войны Федер был участником Французского Сопротивления, в июне 1942 года был схвачен и брошен в каземат Шерш-Миди, а в сентябре того же года был отправлен в печально известный транзитный лагерь Дранси. В декабре 1943 года поезд с партией узников Дранси, среди которых был Федер, ушёл в концентрационный лагерь Освенцим, где Федер погиб.